# 米里贝勒
米里贝勒（法語：Miribel，法語發音：[miʁibɛl] ⓘ）是法国东部安省的一个市镇，属于布雷斯地区布尔格区。

## 地理
米里贝勒（45°49'28"N, 4°57'11"E）面积24.49 平方千米，位于法国奥弗涅-罗讷-阿尔卑斯大区安省，该省份为法国东部省份，北起汝拉省，西北接索恩-卢瓦尔省，西接罗讷省和里昂大都会，南至伊泽尔省，东与萨瓦省、上萨瓦省和瑞士接壤。
与米里贝勒接壤的市镇（或旧市镇、城区）包括：米奥奈、内龙、圣莫里斯德贝诺、特拉穆瓦、卡尤叙方丹、沃昂沃兰、代西讷-沙尔皮约、里约拉帕普、梅济约。

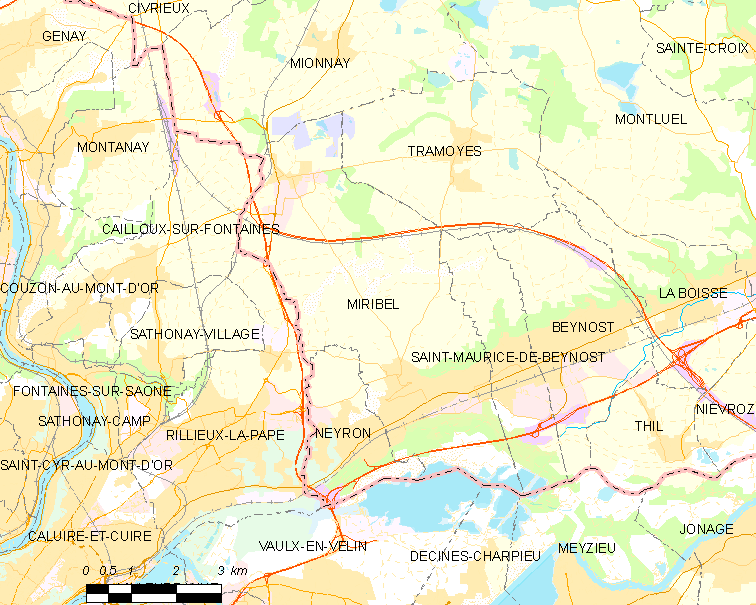
米里贝勒的OSM定位图

米里贝勒的时区为UTC+01:00、UTC+02:00（夏令时）。

## 行政
米里贝勒的邮政编码为01700，INSEE市镇编码为01249。

## 政治
米里贝勒所属的省级选区为米里贝勒县。

## 人口

1962-2008年间米里贝勒人口变化图示

米里贝勒于2022年1月1日时的人口数量为10450人。